# Coptocercus schneiderae
Coptocercus schneiderae là một loài bọ cánh cứng trong họ Cerambycidae.